# Josef Macháček (filozof)
Josef Macháček (4. prosince 1917 Brno – 12. července 1984 Brno) byl český profesor dějin filozofie a v letech 1960–1962 děkan Filosofické fakulty University Jana Evangelisty Purkyně v Brně.

## Život
Narodil se do dělnické rodiny, gymnázium absolvoval v roce 1935 a v roce 1936 začal navštěvovat Právnickou fakultu Masarykovy univerzity; kromě toho o dva roky později nastoupil také studium filozofie a logiky na filozofické fakultě. Tato studia mohl však dokončit až po roce 1945; tituly JUDr. a PhDr. získal v roce 1949. Během druhé světové války pracoval jako překladatel, profesor na gymnáziu v Tišnově a učil cizí jazyky. Před rokem 1948 ještě cestoval a absolvoval dva semestry ve Velké Británii na univerzitě v Edinburghu.  
Po návratu v roce 1949 začal přednášet na pedagogické fakultě v Brně a od podzimu 1950 byl odborným asistentem marxismu-leninismu na této fakultě. V roce 1951 přešel na filozofickou fakultu a stal se odborným asistentem na katedře dějin filozofie a logiky. Na této katedře (několikrát přejmenované) pak působil nepřetržitě až do své smrti v roce 1984; v letech 1954–1963 byl vedoucím katedry.. Patřil mezi nejvzdělanější činné komunisty, hovořil německy, anglicky, rusky a francouzsky; už v roce 1955 byl jmenován docentem dějin filozofie a logiky. V letech 1960–1962 zastával na FF MU funkci děkana a nakonec se stal v prosinci 1962 profesorem dějin filozofie. Jako dogmatik marxismu byl v 60. letech odstaven od rozhodování na fakultě a angažoval se opět až v 70. letech. Vedl propagandistické přednášky na fakultách MU i na jiných vysokých školách a působil na Socialistické akademii v Brně. Jeho pedagogická, odborná a veřejná práce byla mnohokrát oceněna, v roce 1965 mu bylo uděleno státní vyznamenání Za zásluhy o výstavbu.
Činnost profesora Macháčka je v literatuře hodnocena různě. Někteří autoři popírají, že byl komunistickým dogmatikem. Milan Machovec napsal, že byl opravdu dobrým znalcem novověké filozofie, navíc čestným a statečným člověkem. V 60. letech se rozhodně postavil za knihu Egona Bondyho Útěcha z ontologie. Jako vedoucí katedry a potom i jako její řadový člen se Macháček snažil zvát k přednáškám, popřípadě i uceleným kurzům, filozofy z jiných univerzit a fakult; brněnští posluchači tak mohli blíže poznat osobnosti, jako byli Jan Patočka, Vladimír Kubeš, Ladislav Menzel, Blahoslav Zbořil i J. L. Fischer, který se svou skladebnou filozofií zřetelně odlišoval od tradičně vykládané marxistické filozofie.
Také Zdeněk Novotný tvrdí, že Macháček patřil mezi nekonformní myslitele. Začátkem 70. let se údajně ani před studenty nebál odsoudit sovětskou okupaci Československa. Díky své vysoké odborné a mravní autoritě přispěl k tomu, že někteří pedagogové, kteří byli při prověrkách v roce 1970 vyloučeni či vyškrtnuti z KSČ, mohli setrvat na fakultě (Lubomír Nový, Jiří Gabriel).

## Dílo
Spolutvořil skupinu, která se tradičně označuje jako „brněnská historickofilozofická škola“, a vedl vlastní filozofický kroužek. Ve svých odborných článcích se snažil ukázat marxistickou filozofii jako potřebnou pro každodenní problémy jednotlivce. Spíše než jako vědec se ale Macháček realizoval jako pedagog. Byl soustředěn zejména na studenty, a proto publikování článků a monografií poněkud přehlížel.

### Sborníky, slovníky
- O smyslu a metodě ateistické výchovy, 1961 (spolu s Milanem Machovcem)
- Malý ateistický slovník, 1962 (spoluautor)
- Diskutujeme o morálce dneška, 1965 (spoluautor)
- Stručný filosofický slovník, 1966 (spoluautor: napsal 123 hesel z dějin filozofie)

### Časopisecké příspěvky (výběr)

#### Články publikované v časopisuVěda a život
- Pravda, lež a omyl, 1956
- O smyslu života, O osudu, O svobodě myšlení, O štěstí, Gándhí a Thákur, Filosofie ve vědách, 1957
- O strachu ze smrti, O lásce k bližnímu, O ideálech, 1958
- Pověra, 1961

#### Statě publikované vSborníku prací Filozofické fakulty brněnské univerzity(B, řada filozofická)
- J. Locke, 1955
- Soud a druhy soudů, 1955
- Soud a jeho druhy, 1957
- Kritika a revisionismus, 1958
- Emotivní etika, 1960
- Adult education in Czechoslovakia, 1973
- Kapila. Dialog o primárních a sekundárních kvalitách Lockových, 1997 (posmrtně)

### Nepublikované práce
- Logika a dialektika, 1952 (disertační práce, strojopis, 250 s.)
- Filosofický deník (rukopis)
- Filosofie a světový názor (nedokončená monografie, na které pracoval od r. 1965)